# Мохов Віктор Васильович
Вíктор Васи́льович Мóхов (рос. Виктор Васильевич Мохов; нар. 22 червня 1950, Скопін, Рязанська область, РРФСР) — російський злочинець, який 2000 року викрав двох неповнолітніх дівчат 14 і 17 років, і ґвалтував їх, тримаючи в підвалі майже 4 роки.
30 серпня 2005 року Скопінський міський суд Рязанської області засудив його до 17 років позбавлення волі. 3 березня 2021 року Мохова умовно звільнили на півроку раніше від присудженого терміну. Протягом 6 років йому заборонено відвідувати масові заходи, перебувати на вулиці вночі, а також виїжджати за межі Скопінського району без дозволу. Крім того, чотири рази (спершу було два) на місяць Мохов зобов'язаний з'являтися в поліції.

## Життя до вчинення злочинів
Віктор Васильович Мохов народився 22 червня 1950 року в місті Скопіні Рязанської області. Батько Василь Максимович був робітником, мати Аліса Валентинівна — секретарка-друкарка. Має на сім років молодшу сестру. Батьки розійшлися приблизно 1972 року.
Після закінчення школи пішов працювати на Скопінський машинобудівний завод учнем токаря. Вчився в технікумі важкого машинобудування за спеціальністю «гірничий майстер». До того часу, коли він закінчив навчання, всі шахти Підмосковного вугільного басейну у Скопінському районі були закриті, а їхати з міста, щоб знайти роботу за фахом, йому не хотілося, тому він влаштувався слюсарем на Скопінський автоагрегатний завод. Два роки служив в армії. На роботі вважався одним з найкращих працівників, неодноразово перемагав у професійних змаганнях, мав почесні грамоти за успіхи в роботі. До 1991 року перебував у лавах КПРС.
Особисте життя у Мохова не склалося. Наприкінці 1970-х років він одружився, але вже за 3 місяці розлучився. На момент скоєння злочинів жив у приватному будинку разом з матір'ю, дітей у нього не було. На думку слідчого Плоткіна, проблеми у Мохова з'явилися ще в юні роки: «він з дитинства жив під тиском, в авторитарній сім'ї. Батько судимий, чіплявся до сусідки, мати — відповідальна секретарка, владна жінка. Стосунки з протилежною статтю у Мохова не складалися, дітей не було… Завести романтичні стосунки Мохову не вдавалося навіть в молодості: коли всі в його оточенні мали дівчат, він був сам. Утім, товариші безуспішно намагалися знайомити Віктора зі своїми колишніми подругами».
Потім Мохов прочитав, як у Вятських Полянах маніяк Олександр Комін влаштував під своїм гаражем швейне виробництво і тримав там рабинь, і вирішив викрасти одну або кількох дівчат і використовувати як секс-рабинь.

## Підготовка до злочинів

### Устрій підземної в'язниці
Мохов проживав у приватному будинку разом з матір'ю. На ділянці, крім будинку, ще був гараж. Мохов викопав під гаражем підвал, щоб використовувати його як в'язницю для своїх рабинь.
В'язниця являла собою підвал з однієї невеликої кімнати, яку Мохов обладнав вентиляцією і куди провів електрику. Всередині було двоярусне ліжко і деякі побутові предмети — електроплитка, стіл, кілька стільців і посуд. Їжу полонянки готували собі самі; як туалет використовували відро, як умивальник — тазик з водою. Приміщення закривалося важкими бетонними сейфовими дверима, а на вході вгорі була масивна металева ляда, що замикалась масивним замком.
Вхід до погреба був з заднього боку гаража. Щоб увійти, треба було зняти шматок бляхи, який тримався на магнітах. Донизу вели невеликі сходи. Вхід був так вдало замаскований, що в майбутньому його не змогли виявити навіть співробітники міліції, які стояли прямо перед ним.

## Перше викрадення
Перше відоме викрадення відбулося у грудні 1999 року. Тринадцятирічна дівчина прийшла до Мохова в гості зі своїм хлопцем. Він напоїв їх і почав чіплятися до дівчини. Вона відкинула його домагання і пішла, тоді Мохов наздогнав її на вулиці, вдарив по голові і затягнув у бункер. Протягом двох тижнів Мохов тримав дівчину в бункері і ґвалтував; потім їй вдалося втекти, але заявляти про викрадення в міліцію вона не стала.

## Викрадення двох дівчат
Увечері 30 вересня 2000 року чотирнадцятирічна школярка Катерина Мартинова і сімнадцятирічна студентка рязанського ПТУ-39 Олена Самохіна поверталися з урочистостей в Рязані, що проходили з нагоди свята «Віри, Надії, Любові». Мохов запропонував їх підвезти. Разом з Моховим в машині перебувала його знайома, і, як згодом з'ясувалося, спільниця, двадцятип'ятирічна Олена Бадукіна, походженням з Рязані, яка відрекомендувалася «Олексієм». У дівчат це не викликало підозри, бо Бадукіна коротко стриглася і була схожа на чоловіка. Запропонувавши їм випити і підмішавши в спиртне снодійне, Мохов привіз їх до себе і, можливо, за допомогою Бадукіної, затягнув одну в гараж, де зґвалтував її, а іншу — в бункер. Там він протримав дівчат 43 місяці, ґвалтуючи їх. Якщо дівчата виявляли непослух, він знущався з них — морив голодом, тримав без світла, бив гумовим шлангом, розбризкував по кімнаті сльозогінний газ. Коли Мохов завадив своїм полонянкам здійснити першу спробу втечі, він навів їм цитату Данте Аліг'єрі: «Хто входить тут, покинь усю надію».
Коли ж дівчата не пручалися сексуальному насильству, він обходився з ними добре. Зокрема, він купив їм телевізор, магнітофон, фарби, купував книги. Одного разу Мохов приніс дівчатам пачку старих журналів, на яких були написані дані передплатника. Так вони довідались ім'я свого мучителя і адресу.
Самохіна народила від Мохова двох синів: 6 листопада 2001 року та 6 червня 2003 року. В обох випадках пологи приймала Мартинова, якій Мохов приніс підручник з акушерства. Прийом пологів проводився в антисанітарних умовах, з допомогою підручних засобів, наприклад, бинтів, змочених у горілці, і столового ножа. Самохіна назвала синів Владиславом і Олегом. За колиску їм була валіза. Мохов відібрав хлопчиків у Самохіної (першого — через 2 місяця, другого — через 4 місяці після народження) і підкинув їх у під'їзди багатоповерхових будинків Скопіна. Коли він хотів забрати другого хлопчика, дівчата підсунули в пелюшку дві записки з проханням про допомогу, однак Мохов перед своїм відходом переповив їх і знайшов обидві записки. Пізніше обидвох хлопчиків було усиновлено, бо Самохіна психологічно виявилася не готова взяти їх собі.
З 2003 року дівчата, як здалося Мохову, втратили будь-яку волю до опору. Тому він почав виводити їх на прогулянки по одній. Навесні 2004 року він звелів Мартиновій допомогти йому спокусити квартирантку — студентку Скопинського медичного училища. Студентці Віктор представив Мартинову як свою племінницю. Він хотів підсипати сильне снодійне їй в вино, однак Мартинова непомітно застерегла квартирантку Мохова від пиття. Пізніше, перебираючи свої аудіокасети, квартирантка знайшла аудіокасету, де лежала записка з проханням про допомогу. У записці було написано:

| Віктор мені не дядько. Він нас тримає в підвалі з вересня 2000 року. Він нас і тебе може вбити. Віднеси записку в міліцію. |
| |

Студентка одразу ж поїхала в рідний Новомічурінськ і там звернулася в міліцію.

## Розслідування, арешт, слідство і суд
Спершу слідчі припускали, що зниклих дівчат викрали ділки, які займалися торгівлею повіями, і навіть надали Інтерполу інформацію про розшук дівчат, що, звісно, не мало жодних наслідків.
Мохова викликали на допит у прокуратуру, де у викраденні та утриманні в неволі двох дівчат він не зізнався. В цей же час оперативна група обшукала гараж Мохова, при цьому знайти входу в підвал не змогла. Коли ж його почали шантажувати зносом гаражу, він визнав свою провину і сам показав, де був вхід у підвал. Дівчат було звільнено 4 травня 2004 року. Загалом вони провели в «бетонному мішку» 3 роки 7 місяців 4 діб та 15 годин.
На момент звільнення Самохіна була на 8 місяці вагітності вже третьою дитиною. Незабаром після звільнення у неї стався викидень.
Поступово обидві дівчини відновили своє здоров'я і повернулись до навчання.
За результатами судово-психіатричної експертизи Мохов був визнаний осудним. Скопинський міський суд визнав Мохова винним у скоєнні злочинів за ч. 2 ст. 126 КК РФ (викрадення двох або більше осіб), ч. 3 ст. 131 КК РФ (зґвалтування явно неповнолітньої) і ч. 2 ст. 132 КК РФ (насильницькі дії сексуального характеру) і засудив його до 17 років позбавлення волі в колонії суворого режиму, його спільницю Олену Бадукіну, заарештовану незабаром після нього, — до 5,5 років. Рязанський обласний суд залишив вирок без зміни.
Мати злочинця Аліса Мохова, за її словами, не знала про дії сина.

## Подальша доля жертв
Катерина Мартинова двічі виходила заміж, виховує двох дітей, станом на 2020 рік проживає в передмісті Рязані з чоловіком і дітьми. Написала і опублікувала книгу про життя в полоні.
Олена Самохіна викладає англійську мову. На відміну від Мартинової, відмовляється від спілкування з журналістами; дала інтерв'ю лише один раз.
Колишні полонянки доброзичливо ставляться одна до одної, але не підтримують спілкування.

## Після звільнення
3 березня 2021 року Мохов, відбувши термін ув'язнення, вийшов на свободу. Протягом 6 років йому заборонено відвідувати масові заходи, перебувати на вулиці вночі, а також залишати Скопінський район без дозволу. Крім того, двічі на місяць Мохов зобов'язаний з'являтися в поліції. Мохов мав повернутися додому 4 березня і протягом трьох днів стати на облік, проте в призначений час вдома не з'явився. За повідомленням телеканалу «360°», Мохову призначено для проживання інше місце в Рязанській області.
Стало відомо, що Мохов, порушивши умови нагляду, вирушив до Москви для участі у ток-шоу. За словами Катерини Мартинової, у редактора ток-шоу «Насправді» на Першому каналі є вільна квартира в Москві. За його словами, він зробив йому тимчасову реєстрацію, і тепер Мохов може відзначатися за місцем проживання, тому формально він нібито не порушив закон.
22 березня 2021 року на сайті YouTube з'явився відеозапис інтерв'ю Ксенії Собчак з Моховим тривалістю більше години. Публікація інтерв'ю викликала переважно негативну суспільну реакцію. Собчак дорікали аморальністю, недоречною спекуляцією на подробицях сексуального насильства і створенням реклами злочинцеві.
Після інтерв’ю режим для Мохова посилився: йому заборонено перебувати на відстані ближче 100 м від дитячих закладів — садків, шкіл, поліклінік, лікарень, відвідувати кафе, бари і ресторани, де продається алкоголь, давати інтерв’ю, в тому числі і в Інтернеті. 9 серпня 2022 року Мохова заарештували на 10 діб за повторне порушення режиму дострокового звільнення — він був відсутній за місцем проживання у нічний час.
Наприкінці липня 2021 року в соціальних мережах з'явилося відео, на якому Мохов в одягу з символікою КПРФ заявляє про підтримку ним Геннадія Зюганова. У рязанському відділенні КПРФ запис назвали провокацією. За порушення обмежень Мохова було засуджено до 10 діб адміністративного арешту.

## Новий арешт
2 серпня 2022 року в будинку Мохова відбулося вбивство. Мохов святкував в компанії п'ятьох приятелів День ПДВ. Віктор подумав, що один з гостей вкрав у нього гусака. Між розпаленими алкоголем чоловіками почалася сварка. Один з гостей вирішив заступитися за Мохова і вдарив підозрюваного в крадіжці в шию. Чоловік помер на місці, після чого Мохов допоміг приятелю віднести тіло в закинутий будинок.
Незабаром чоловіка, який вбив гостя, було затримано, і в ході слідства він зізнався у скоєному, в тому числі у приховуванні вбивства Моховим, після чого суд відправив останнього під домашній арешт до 7 жовтня. Пізніше суд змінив домашній арешт на реальний: Мохов користувався Інтернетом і приводив додому гостей.
Наприкінці лютого 2023 року Мохов знову опинився на волі у зв'язку з закінченням строку утримання під вартою.

## В культурі
- 2006 року про злочини Мохова знято документальний фільм з циклу «Кримінальна Росія», що отримав назву «Право на надію».
- Документальний цикл «Чесний детектив» — «Полонянки підземелля».
- Одна з серій циклу документальних фільмів «Ціна кохання» — «Підземний монстр».
- У 2017 році опублікована книга Катерини Мартинової «Сповідь в'язниці підземелля», в якій вона ділиться спогадами про пережиті події[19].
- Книга Карстена Граффа «Непереможена».
- У березні 2021 року Віктор Мохов дав інтерв'ю Ксенії Собчак.

## Фільми
- СКОПИНСКИЙ МАНЬЯК: разговор на свободе [Архівовано 26 березня 2021 у Wayback Machine.]